# Itálica

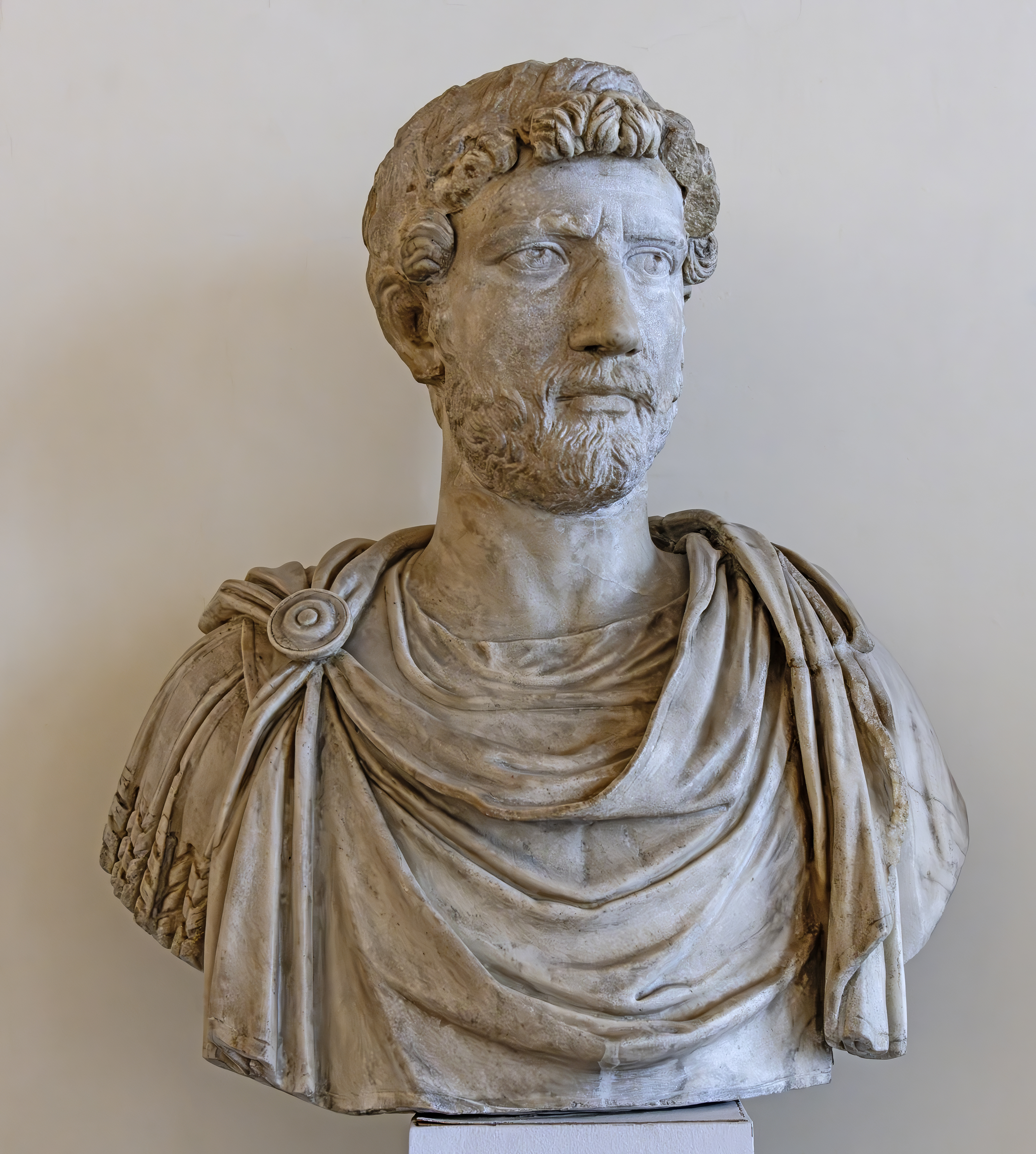
Busto del emperador Adriano, nacido en Itálica

Itálica es una antigua ciudad romana situada en el actual término municipal de Santiponce (Sevilla), en la comunidad autónoma de Andalucía, España.
La ciudad romana fue fundada en el año 206 a. C. en un hábitat indígena de la Turdetania que se remonta al menos al siglo IV a. C. Dentro de su término hay yacimientos e indicios de su ocupación muy anterior, entre ellos argáricos y griegos. Durante la etapa republicana fue una ciudad importante, y mucho más en la época imperial, aun cuando nunca fue capital de provincia ni de convento jurídico. A pesar de la creencia general de que fue abandonada hacia el siglo IV, lo cierto es que solo se abandonó la ampliación adrianea, replegándose la ciudad hacia algo más de su extensión primitiva, bajo el actual casco de Santiponce, donde continuó una vida de cierto prestigio en el Bajo Imperio y la época visigoda. Son numerosos los restos de esta época, y consta que sus murallas fueron restauradas por Leovigildo en el año 583, en el marco de sus luchas contra Hermenegildo. Otra buena muestra de esta pervivencia y prestigio, al menos hasta el final del siglo VII, es la presencia de obispos italicenses en varios concilios cristianos, siendo el último en el que se documenta uno de ellos, un tal Cuniuldo, el XVI de Toledo, en el año 693. Itálica llegó aún viva a la época musulmana, cuando varios autores árabes la mencionan con el nombre de Talikah/Taliqa y existen algunos personajes conocidos con la nisba al-Talikí (también, aunque menos, han aparecido restos arqueológicos). Es en el siglo XII cuando debió de ser realmente abandonada, pasando a ser un despoblado, llamado por los cristianos Campos de Tal(i)ca y también Sevilla la Vieja. 
La historiografía moderna, desde Ocampo y Morales en el siglo XVI, siempre fue consciente de la importancia de la ciudad, así como del nacimiento en ella de dos emperadores: Trajano y Adriano, cantados por Rodrigo Caro en su famosa Canción, a los que aún habría que sumar al hijo mayor de este, Arcadio. Las ruinas fueron objeto de visita, admiración y desolación, de numerosos viajeros extranjeros, que dejaron por escrito, y a veces dibujadas, sus impresiones. Todo su prestigio, historia y fama no bastaron, sin embargo, para salvarla de ser objeto de continuado expolio, y una permanente cantera de materiales desde la época árabe, incluso en la época ilustrada. En 1740 el Ayuntamiento de Sevilla ordenó derruir los muros del anfiteatro para construir un dique en el Guadalquivir, y en 1796 aún se volaron zonas de la primitiva vetus urbs para construir el nuevo Camino Real de Extremadura. La primera norma legal de protección del yacimiento se produjo el 9 de febrero de 1810, bajo la ocupación napoleónica, ordenando devolverle su viejo nombre de Itálica, y destinando un presupuesto anual para excavaciones regulares, que, sin embargo, no se llegaron a materializar hasta 1839-1840, y debidas al empeño de un simple y desconocido funcionario. En 1873 los expolios seguían siendo vandálicos. Por Real Orden de 13 de diciembre de 1912 Itálica fue declarada Monumento Nacional, pero, tras otras normas menores, no ha sido hasta el Decreto 7/2001, de 9 de enero, de la Junta de Andalucía, cuando se han delimitado claramente la zona arqueológica de Itálica y los ámbitos de su protección efectiva. Sus ruinas son hoy un principal atractivo turístico a 7 km al norte de Sevilla y se está retomando su protección con técnicas científicas de última generación.

## Historia
Itálica fue la primera ciudad romana fundada en Hispania y también fuera de territorio romano. Al finalizar la segunda guerra púnica en Hispania, Publio Cornelio Escipión el Africano asentó a los soldados heridos en una ciudad turdetana preexistente -cuyo nombre original se desconoce-, en la zona alta del Aljarafe, en la ribera oeste del río Baetis, ubicada a medio camino entre las también ciudades turdetanas de Hispalis (Sevilla) e Ilipa (Alcalá del Río, SE), y seguramente portuaria. El texto de Apiano de Alejandría en el que esto se relata, permite deducir que la procedencia de dichos soldados era fundamentalmente de la península itálica, esto es, de unidades auxiliares itálicas, y de ahí el nombre elegido por Escipión: 

“Fue en esta época, poco antes de la Olimpíada 144, cuando los romanos comenzaron a enviar cada año a las naciones conquistadas de Hispania dos pretores, en calidad de gobernadores o supervisores del mantenimiento de la paz. Escipión dejó allí un pequeño ejército, el más propio de un tiempo de paz, y avecindó a los soldados heridos en una ciudad que, del nombre de Italia, llamó “Itálica”: esta fue la patria de Trajano y de Adriano, que más tarde llegaron a ser emperadores de los romanos. Escipión por su parte regresó a Roma con una gran flota, magníficamente engalanada, y llena de cautivos, plata, armas y toda clase de botines”.

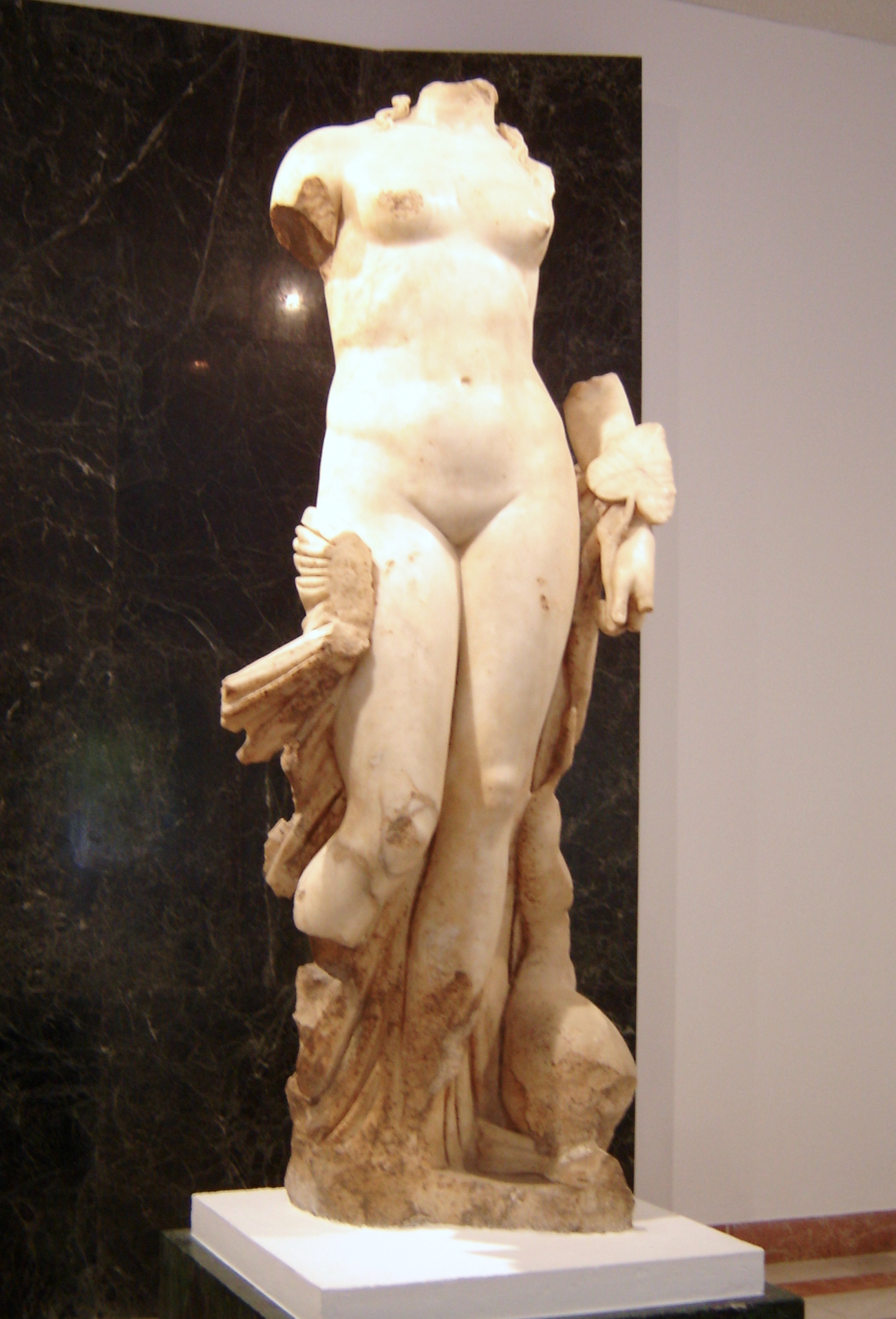
Venus encontrada en Itálica

Posiblemente el estatuto jurídico de la ciudad, al poco de su fundación, fue el de colonia Latina, y la planta de la ciudad original ya de tipo campamental (hipodámico), como era la costumbre en las colonias militares de la época en la propia Italia. Debió de ser al final de la última estancia en Hispania de Julio César, en el año 45 a. C., cuando Itálica obtuvo de él el estatus jurídico de municipium civium Romanorum, posiblemente como recompensa por el apoyo de la ciudad frente a Pompeyo en la reciente guerra civil, aunque no acuñará moneda como tal hasta época de Augusto, cuando se creó una ceca donde eran acuñadas monedas de bronce de distintos valores, con la efigie de Augusto y posteriormente de Tiberio en el anverso, mientras los reversos de estas amonedaciones son excepcionales en el panorama de las hispanas debido a la gran romanidad de sus temas.
La ciudad alcanzó su periodo de mayor esplendor a finales del siglo I y durante el siglo II, desde los reinados de Trajano y Adriano, los dos nacidos en Itálica, lo que reforzaría mucho el indudable prestigio que ya tenía en Roma la vetusta colonia hispana. Ambos emperadores, que sin duda debieron en buena parte su ascenso al trono al importante grupo de presión hispano existente en el senado romano desde al menos la época de Claudio y Nerón, fueron particularmente generosos con su ciudad natal, ampliándola y revitalizando su economía. Adriano fue quien le otorgó el rango de colonia después de que los habitantes se lo solicitaran, el emperador además la embelleció con excelentes edificios públicos.
Aunque quizá comenzada ya bajo Trajano, está probada literaria y epigráficamente la participación de Adriano en la gran ampliación urbana hacia el norte -también hipodámica, como su predecesora- que fue bautizada en 1960 por García y Bellido como Nova urbs o ciudad nueva, que solo tuvo una realmente espléndida existencia durante el siglo II, a fines del cual, y sin haber sido nunca completada, comenzó su declive, por causas ciertamente político-económicas. Esta es la parte de la ciudad que constituye actualmente el Conjunto Arqueológico de Itálica, sin paralelos a causa de sus enormes mansiones pavimentadas de mosaicos, o de su gran, aunque muy destrozado, anfiteatro, cuarto del Imperio por su capacidad. La ciudad vieja o Vetus urbs se encuentra bajo el casco urbano del actual pueblo de Santiponce (fundado en 1601, tras sucesivas crecidas del río, más cerca del cual se ubicaba primitivamente), ya que esta parte de la ciudad es la que más continuidad tuvo, llegando hasta los tiempos de la ocupación musulmana cuando tuvo lugar, en el siglo X, su despoblamiento y abandono definitivos. Son muy pocos los restos romanos conocidos de ella, los principales de los cuales son el teatro y las llamadas termas menores o de Trajano.
Es durante el gobierno de Adriano cuando la propia ciudad solicita del emperador, y en contra su consejo, como lo relata Aulo Gelio), cambiar su ventajoso estatuto municipal romano por el de colonia romana, más pesado pero más prestigioso, pues eran simulacra Romae o espejos de Roma y como una parte ideal o extensión de la propia Urbs. A raíz de dicha concesión pasó a llamarse Colonia Aelia Augusta Itálica, en honor de Adriano, títulos que suelen aparecer abreviados como C.A.A.I.

## El conjunto arqueológico

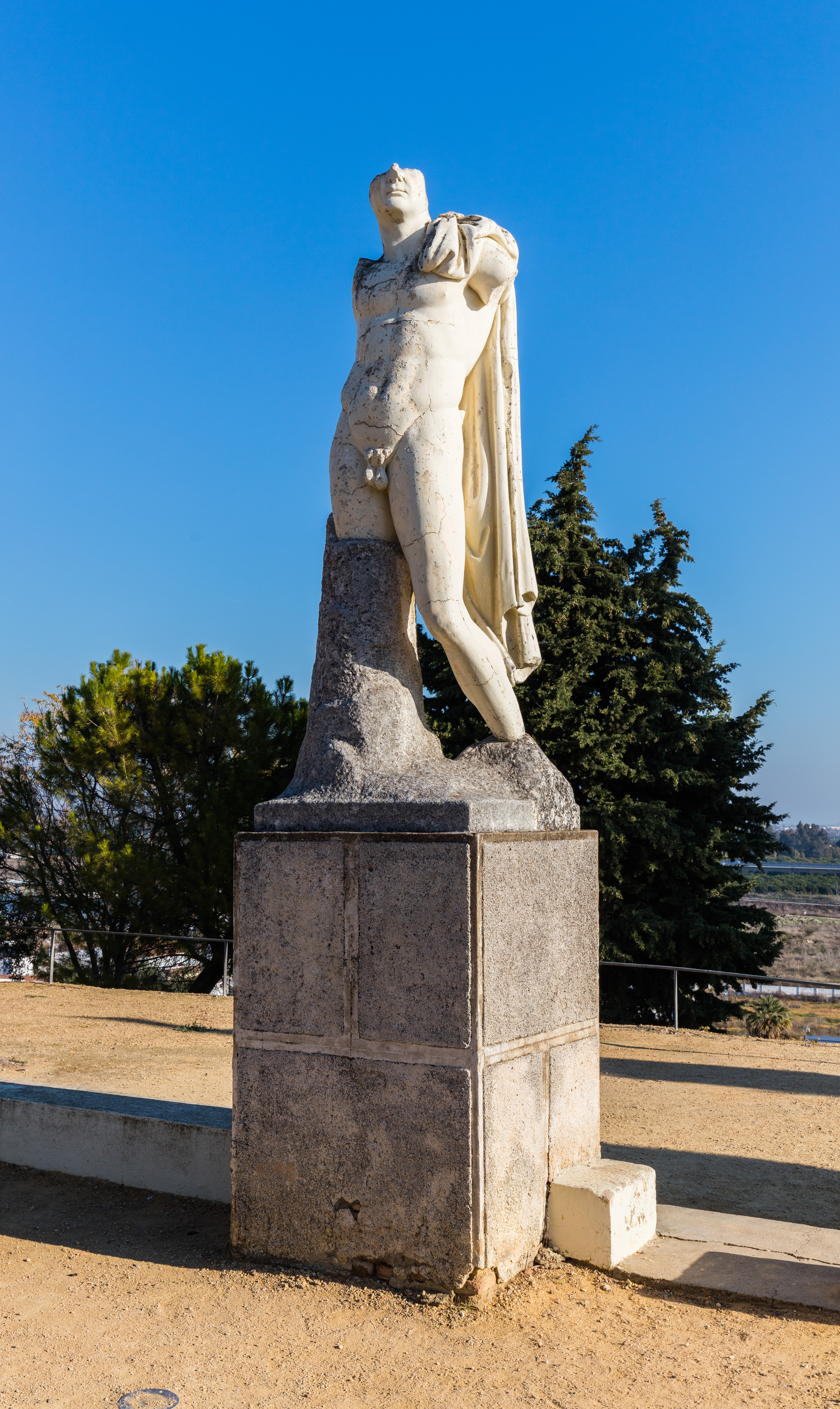
Réplica de la Escultura Heroica de Trajano

Entre los restos de lo que fue la nova urbs se destacan el anfiteatro, el supuesto templo de Trajano (Traianeum), las termas llamadas mayores o de la reina mora, y las diferentes casas.

### Las murallas
Es posible que el núcleo íberorromano dispusiera de una cerca definiendo su perímetro, pero las primeras noticias históricas de las murallas son de mediados del siglo I a. C. Augusto trabajó en ellas, Adriano las amplió y Leovigildo las restauró en el 583. El perímetro máximo, en el siglo II d. C., fue de más de 3000 m, con un grosor medio de 1,5 m.

#### Procedencia
En época romana toda la ciudad estaba delimitada por un perímetro amurallado. Tenía, por lo general, un carácter defensivo, pero también desempeñaba un papel simbólico y religioso, ya que la influencia de los dioses y sus templos alcanzaba hasta ella. Hay restos visibles en dos puntos del Conjunto Arqueológico: un torreón de tiempos de Augusto, en el área del teatro, contiguo al graderío; y un lienzo de época Adrianea en el extremo septentrional de la ciudad, junto al anfiteatro.

#### Descripción técnica
El torreón del área del teatro, de época de Augusto (27 a. C.-14 d. C.), está construido con un aparejo que combina el hormigón con franjas verticales de sillería; de los tramos de época de Adriano (117-138 d. C.) se conserva la cimentación de hormigón.

#### Comentarios
Las murallas de Itálica, que llegaron a abarcar una superficie de más de 50 ha, fueron edificadas en diversas fases que se corresponden con las ampliaciones y reducciones operadas en la superficie que ocupaba la ciudad. Una prospección geofísica desarrollada entre 1991 y 1993 localizó un lienzo de muralla que discurría tras la elevación donde se asienta el templo dedicado presumiblemente a Trajano. Está pendiente de datación arqueológica, pero se piensa que pudiera tratarse de un tramo tardorromano erigido tras la hipotética reducción del solar urbano, o bien de la actuación del rey Leovigildo, que restaura las murallas italicenses en el año 583, en la época del enfrentamiento con su hijo Hermenegildo.

### El anfiteatro

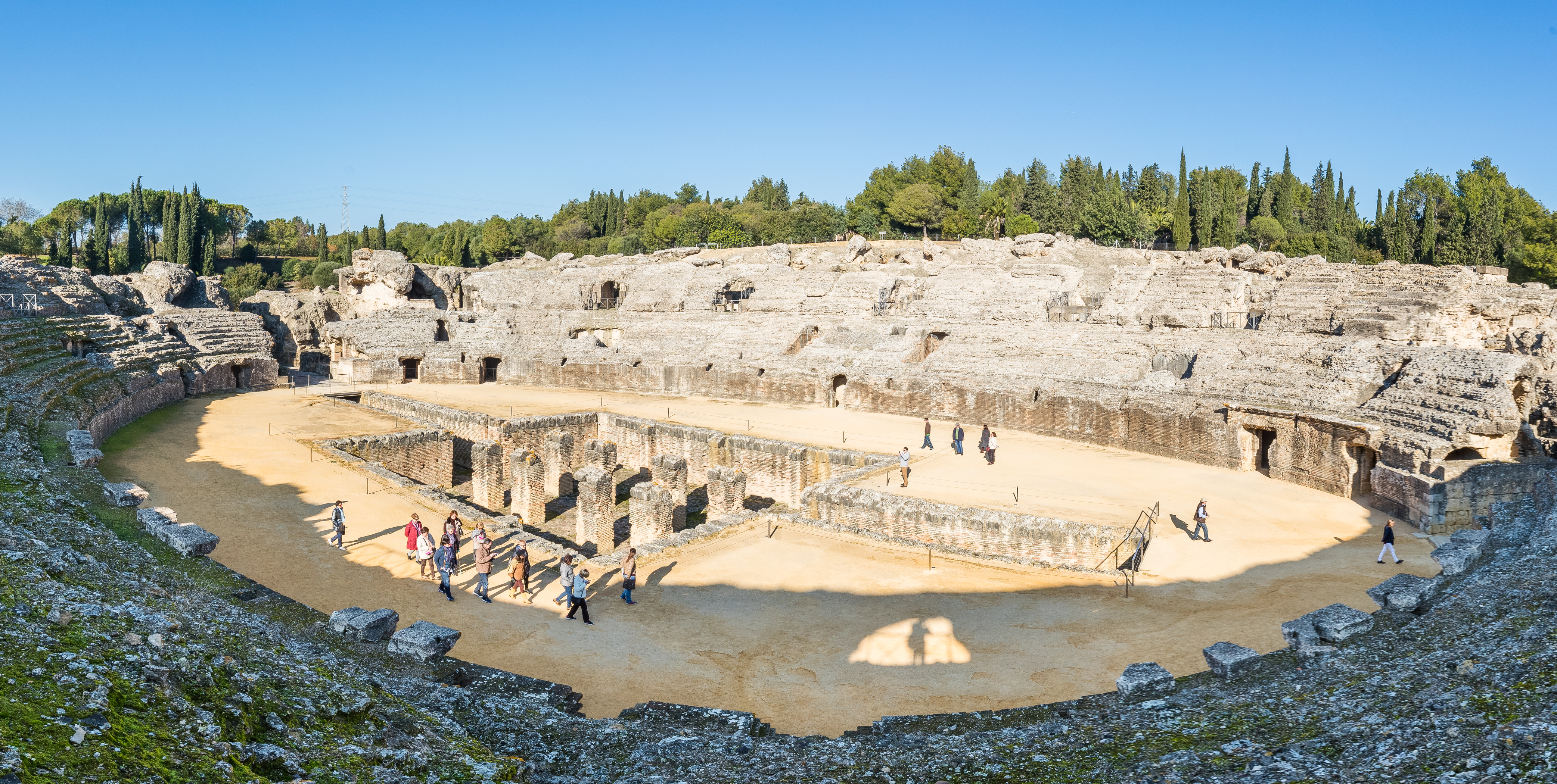
Vista del Anfiteatro de Itálica

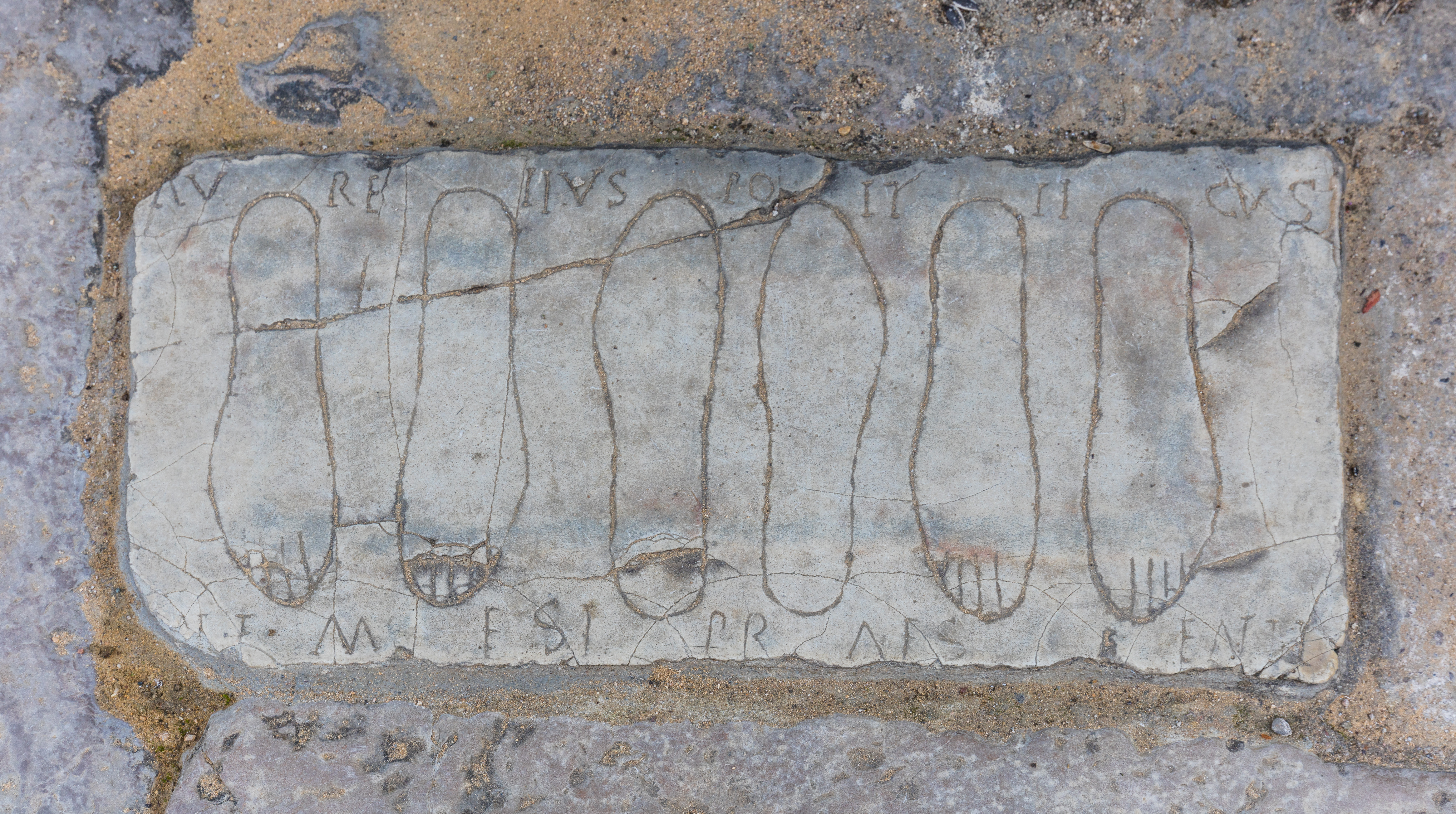
Lápida votiva a la entrada del anfiteatro dedicada a Némesis

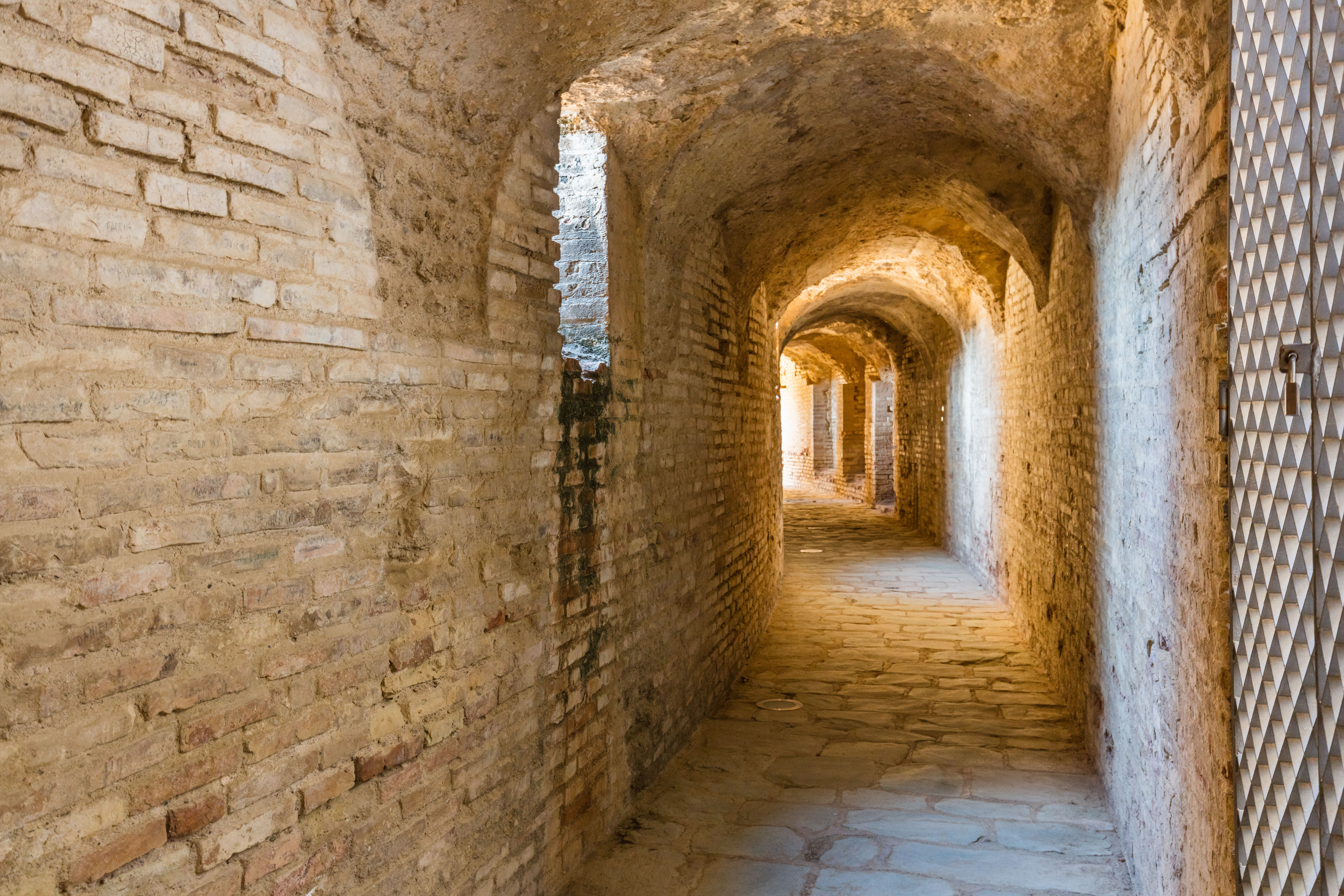
Un pasillo en el Anfiteatro de Itálica

Con una capacidad de 25 000 espectadores, contaba con tres niveles de graderío. Bajo el nivel del antiguo suelo de madera del anfiteatro hay un foso de servicio para los diferentes espectáculos de gladiadores y fieras.

### El teatro

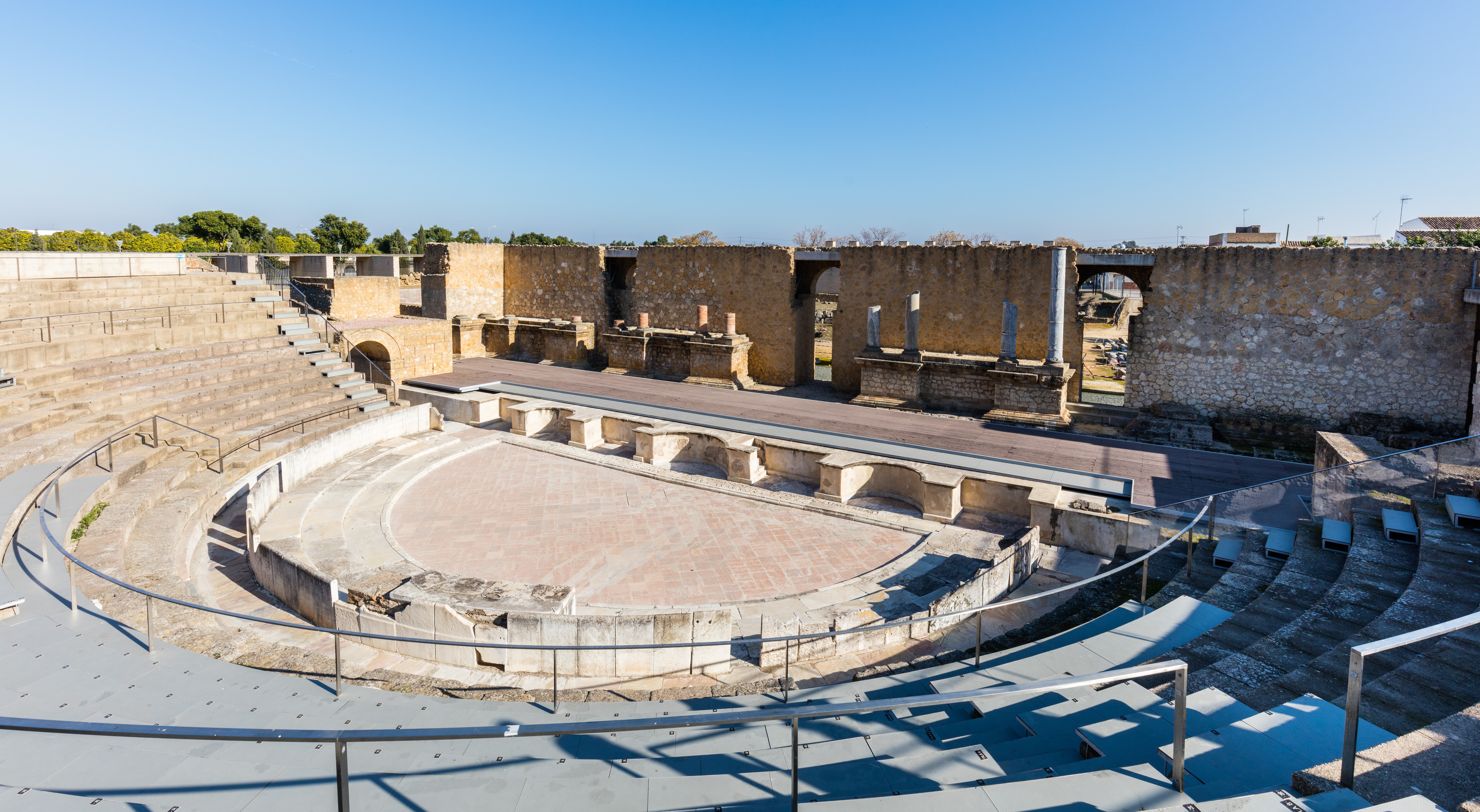
Teatro romano de Itálica

El teatro es la obra civil conocida más antigua de Itálica, tras los restos probables de la curia encontrados en 1984. Se enclava en el llamado cerro de San Antonio, al oeste del casco urbano de Santiponce, aprovechando la ladera natural sobre el Baetis. Fue construido entre los siglos I a. C. y I d. C., y su uso, seguramente ya esporádico, se prolongó hasta al menos el siglo V, más o menos como en el resto de Hispania, siendo posiblemente la principal causa de su abandono, más que su condena por motivos religiosos (que por parte de los cristianos fue tan incesante como infructuosa.), la desaparición paulatina o el desinterés de las elites locales que solían sufragarlos; lo cierto es que quedó en desuso y parte de sus terrenos se fueron rellenando y convirtiendo en almacenes y corrales, en vertederos y hasta en lugar de enterramientos ocasionales, ya en época medieval. Fue finalmente colmatado y cegado por diversas riadas del Guadalquivir. 
La ubicación aproximada del edificio se conocía desde el siglo XVIII, y se sabía la procedencia de allí de algunas esculturas. Parte de sus gradas estaban parcialmente descubiertas hacia los años 1940 en el corral de una de las casas de la colina, pero no fue excavado masivamente hasta el periodo 1970-1973, con campañas menores posteriores para liberar el pórtico. Tras diversas fases de restauración, iniciadas en los años 80, es utilizado en la actualidad para la celebración del Festival de Teatro de Itálica.

### El Traianeum
Aunque no ha aparecido ninguna prueba fehaciente de ello, se viene suponiendo desde su excavación, hacia los años 1979-1980, que el bautizado como "Traianeum" es un templo dedicado al emperador Trajano erigido por su sobrino-nieto y sucesor, Adriano. Se encuentra en una plaza de la nova urbs, rodeada por una plaza porticada.

### Las termas

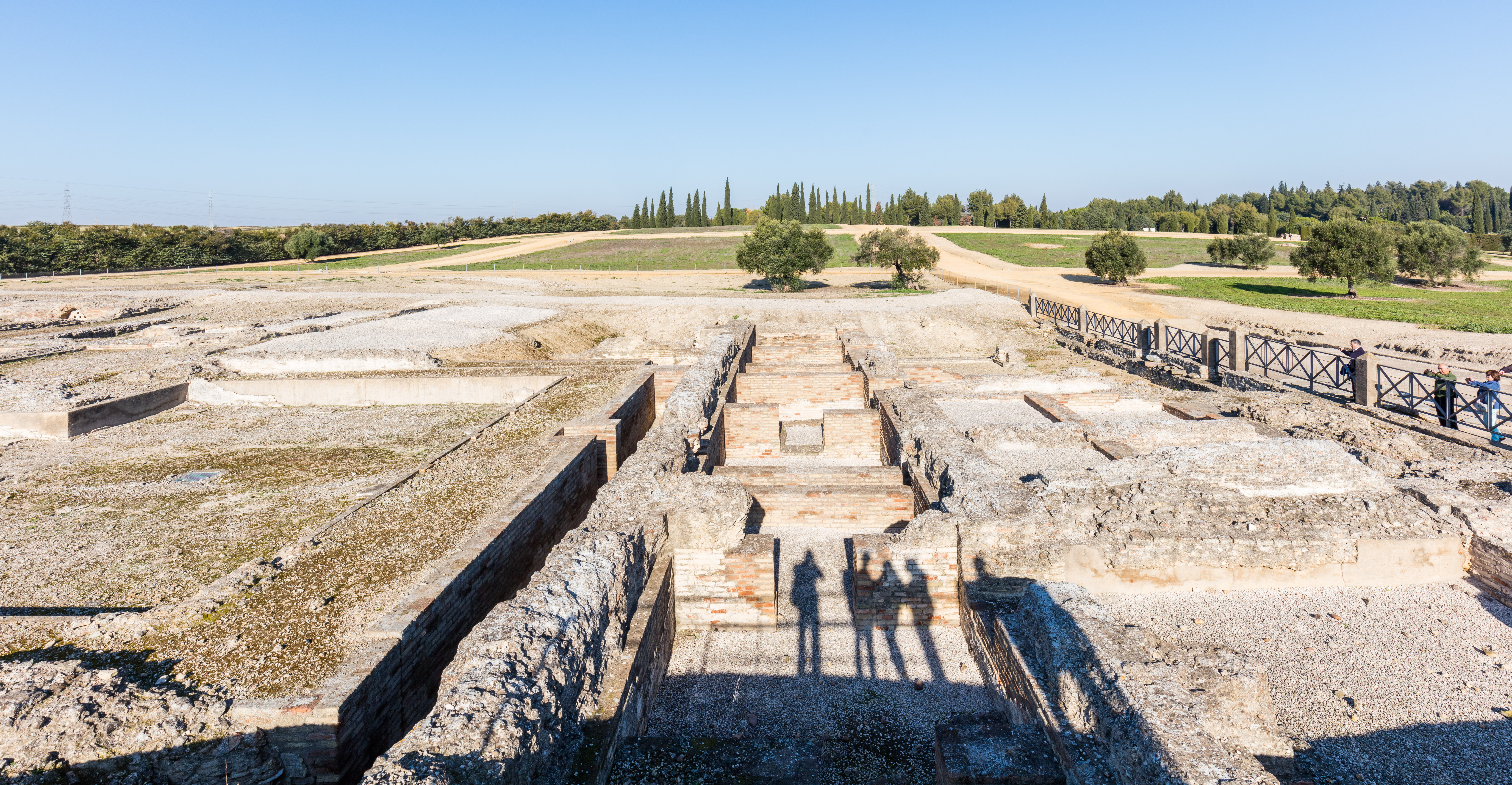
Vista de los restos de las Termas romanas de Itálica

Itálica tenía al menos dos complejos termales de carácter público, uno en la ciudad vieja y otro en la ciudad nueva, ambos con piscinas de agua caliente (caldarium), templada (tepidarium) y fría (frigidarium), sudatorio (laconicum) y acaso palaestrae de ejercicio, como era la costumbre, que satisfacían plenamente las costumbres higiénicas de la población romana. Las termas de la ciudad vieja se conocen popularmente como Menores o de Trajano, y son visitables dentro del pueblo. Las termas de la ciudad nueva son las llamadas Mayores o de la Reina Mora, ocupando la extensión de una manzana completa; parece que quedaron inconclusas, y aún se encuentran en parte sin excavar; es de las zonas más expoliadas de la nova urbs.

#### Las termas mayores
Eran un centro de ocio que albergaba, junto a otros servicios, los baños públicos. Datan de la época de Adriano, hacia la primera mitad del siglo II. Es un edificio de grandes dimensiones; aproximadamente ocupa una extensión de 32 000 metros cuadrados. Se encuentran en la nova urbs, ocupando la extensión de una manzana completa, aún en parte sin excavar. Todavía se conserva la estructura de la distribución de las piscinas y los hornos. A las termas se accedía a través de una escalinata que daba paso al vestíbulo. Tras este se halla la piscina con forma de T, con las paredes y suelos revestidos de mármol blanco. A continuación se accede al resto de las habitaciones del baño y en torno a esta se hallan las habitaciones de servicio y las dependencias. Además de las termas propiamente dichas, con las tres salas (caldarium, tepidarium y frigidarium), el edificio albergaba una biblioteca, sala de masajes, sauna, vestuarios y al sur del cuerpo principal se extendería la palestra que ocuparía casi la mitad de la edificación.

#### Las termas menores
Se encuentran en el casco antiguo de Santiponce, más concretamente en la calle Trajano, y su datación es anterior a Adriano. A estos restos se le han dado numerosas interpretaciones. Han sido fechadas en los tiempos de Trajano (98-117) por los modos constructivos empleados y en época de Adriano fue reforzada su estructura. La superficie ocupa un área de cerca de 1500 metros cuadrados, en una zona urbanizada por Trajano con edificios públicos.
Los vestigios que se observan se corresponden con el área central y trasera de los baños, pudiendo reconocerse dos salas de temperatura caliente (caldarium), una templada (tepidarium) y otra para baños fríos (frigidarium) y para la práctica de ejercicios. El solar excavado no abarca en su totalidad toda el área de las termas, pues esta se extiende por debajo de las casas circundantes, especialmente la puerta principal.

### Los acueductos
Tradicionalmente se conocía en la bibliografía la existencia de restos de un único acueducto que traía el agua a Itálica desde Tejada la Nueva (cerca de Escacena del Campo (Huelva), a unos 36,5 km al O. de la ciudad. De él se tenía noticia de algunos restos visibles, y la referencia de unas grandes cisternas ya cerca de la ciudad, que fueron vistas y descritas por el erudito jerónimo fray Fernando de Ceballos, pero cuya ubicación se daba por perdida. Ciertos trabajos de la Confederación Hidrográfica del Guadalquivir en enero de 1974 dieron con algunos de los restos y calcularon la pendiente directa del que aún se creía único acueducto.

#### Acueducto delsigloId.C.
El primer acueducto, data de comienzos del siglo I d. C. y traía el agua desde al menos diez manantiales junto al río Guadiamar (el antiguo Maenoba), el principal de ellos, el de la Huerta de Basilio, abasteciendo solo a la por entonces existente vetus urbs o ciudad vieja. Buena parte de este acueducto, hasta la cañada de Conti, discurre de forma subterránea, pero en algunos puntos (el mejor a su paso por la finca La Pizana, en el término de Gerena), la galería por la que discurría el agua es visible en unos 40 m, presentando una altura de 1,70-1,80 m y en torno a 80-90 cm de ancho. El specus o canal iba cubierto con bóveda de cañón. Las principales características de este acueducto más antiguo, según la autora, son el uso masivo de hormigón, las lumbreras circulares, y su general carencia de revestimiento de ladrillo, excepto para el dovelaje de los arcos en algunos pequeños puentes.

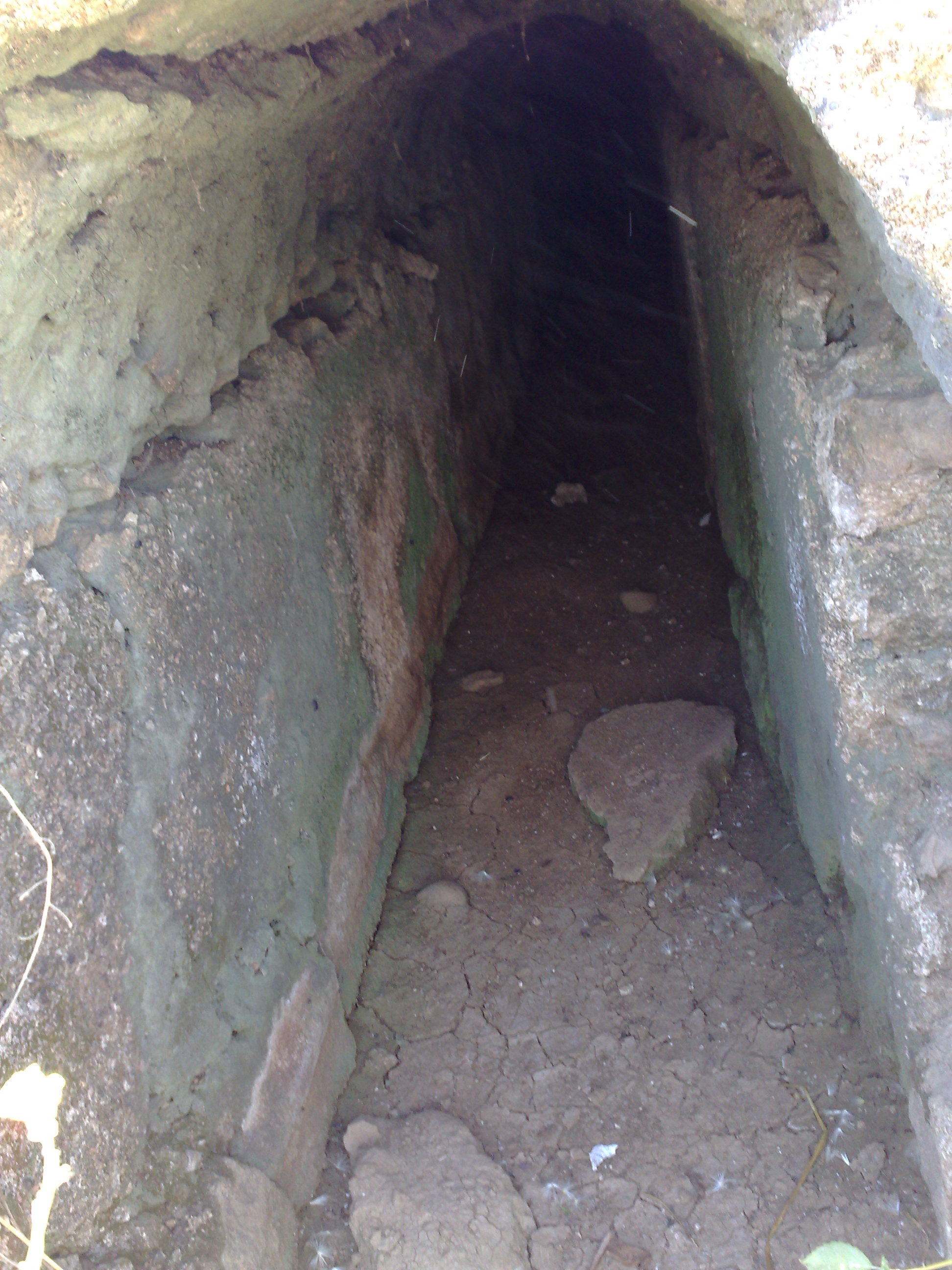
Imagen del interior del acueducto

#### Acueducto de Adriano (sigloIId.C.)
Cuando la construcción de la llamada nova urbs, con sus grandes casas, termas y el enorme anfiteatro, fue evidente la necesidad de ampliar la traída de aguas. El problema se resolvió de una forma ingeniosa, construyendo una larga ampliación que recogía aguas de otra buena zona de manantiales, más alejada, en el cortijo de Peñalosa de Tejada la Nueva (término de Escacena del Campo, Huelva), cerca de la romana Ituci, donde se conservan aún las fuente Grande, fuente Pequeña, de la Reina Mora y otras varias más, anexionando la nueva canalización a la del acueducto primitivo a la altura de la citada cañada de Conti. Poco antes de llegar a Itálica, la conducción adrianea se separaba de nuevo, arribando a las cisternas propias, de tres naves (las vistas en el siglo XVIII por Zevallos), ya cerca del anfiteatro.
El acueducto adrianeo era una construcción hormigonada, pero con la particularidad de estar enteramente revestido de ladrillo, un detalle de lujo este que no presenta ningún otro acueducto de la península, y muy pocos en el Imperio. Su specus o canal es menor, siempre con cordón hidráulico y elevado sobre una substructio para mantener la cota constante; debía de ir tapado en los tramos abiertos con tegulae o con planchas de piedra de Tarifa. Sus lumbreras, a diferencia de las del antiguo, son cuadradas y revestidas también de ladrillo, denotando su coetaneidad con la nova urbs y su sistema de cloacas. Contaba con largos tramos de arquerías para salvar arroyos y vaguadas, en su mayoría hoy desaparecidas, aunque en el cruce del río Guadiamar se conserva aún un tramo espectacular.
Tras una etapa de gran abandono, y de la conocida catástrofe ecológica de 1998, el interés ciudadano y el de las administraciones se han aunado para salvar y revalorizar lo que queda de tan costosa obra hidráulica, cuyos restos forman ahora parte del protegido Corredor Verde del Guadiamar, y de la Ruta de los Paisajes Históricos de Olivares. por lo que, aunque es enorme lo perdido, es posible que el futuro de lo que aún queda pueda ser visto con un mayor optimismo, e incluso que puedan hallarse más restos aún cubiertos, o ser mejor estudiados los tramos ya conocidos.

### Las casas

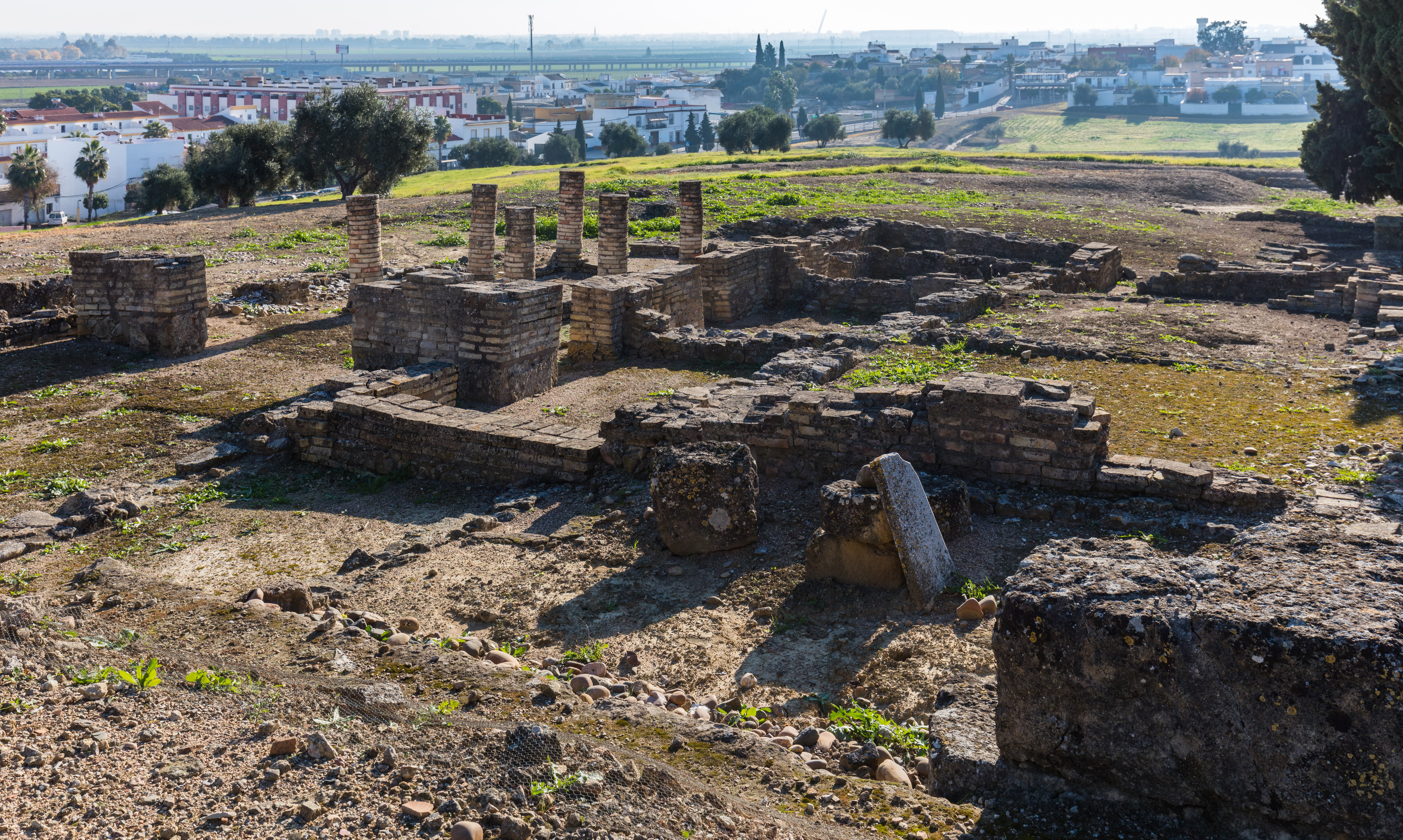
Restos de asentamientos en Itálica

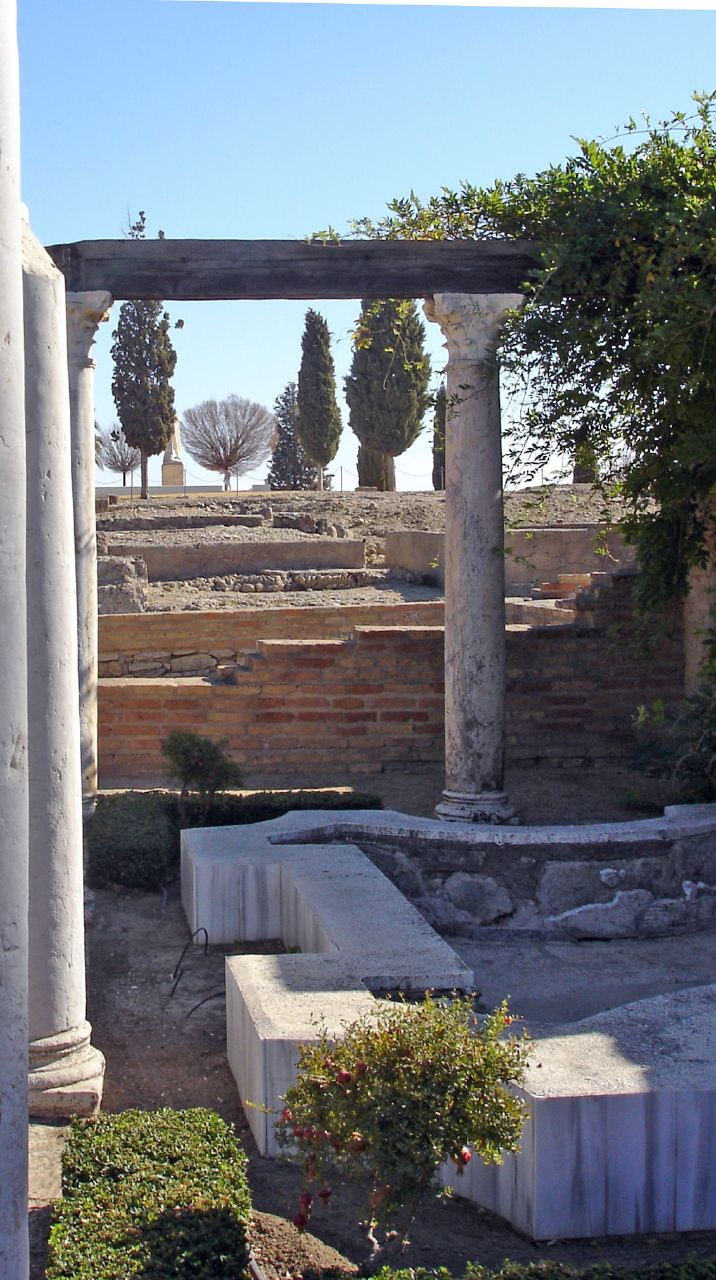
Reconstrucción de una villa romana en Itálica

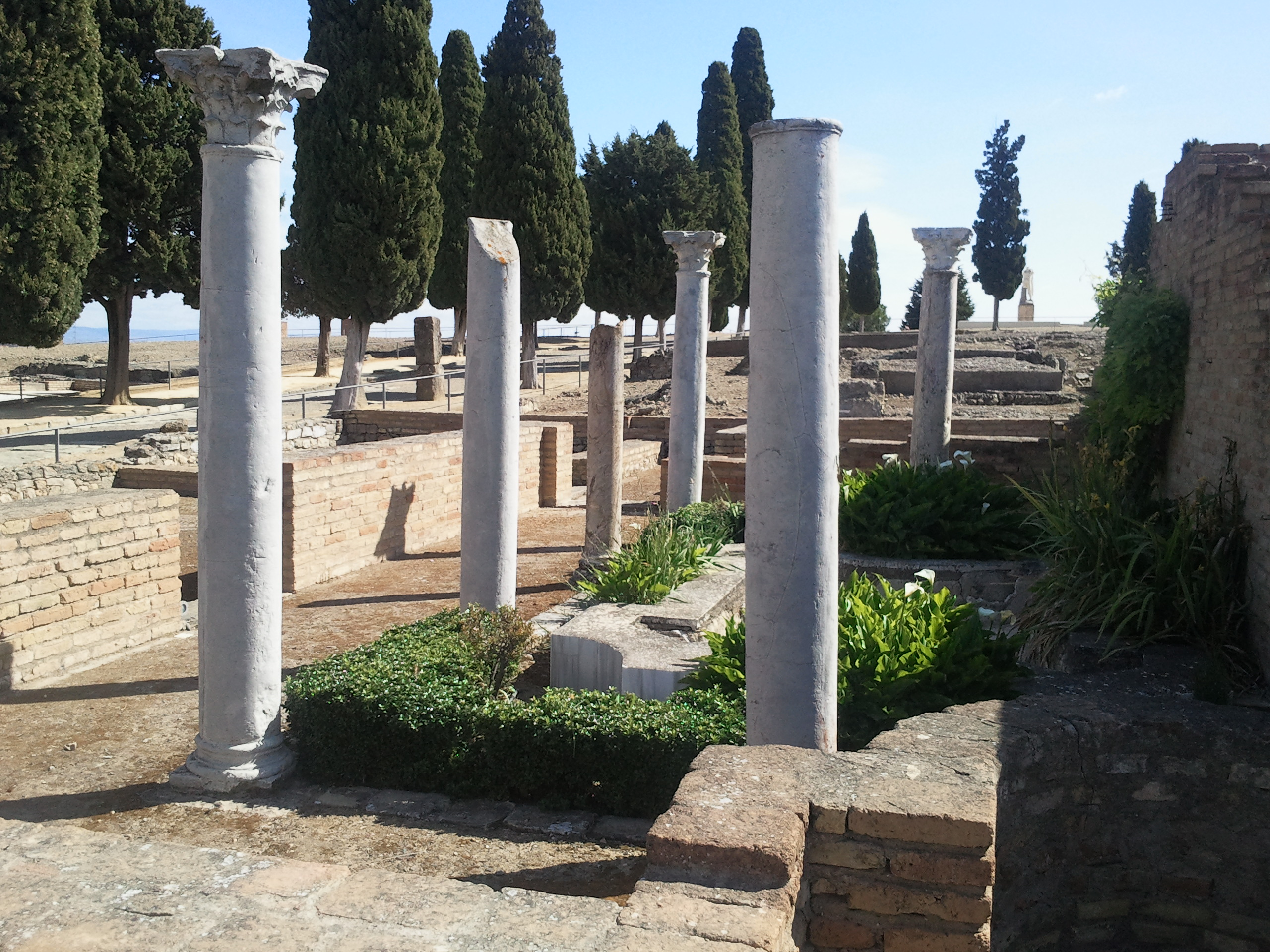
Otra vista de la villa

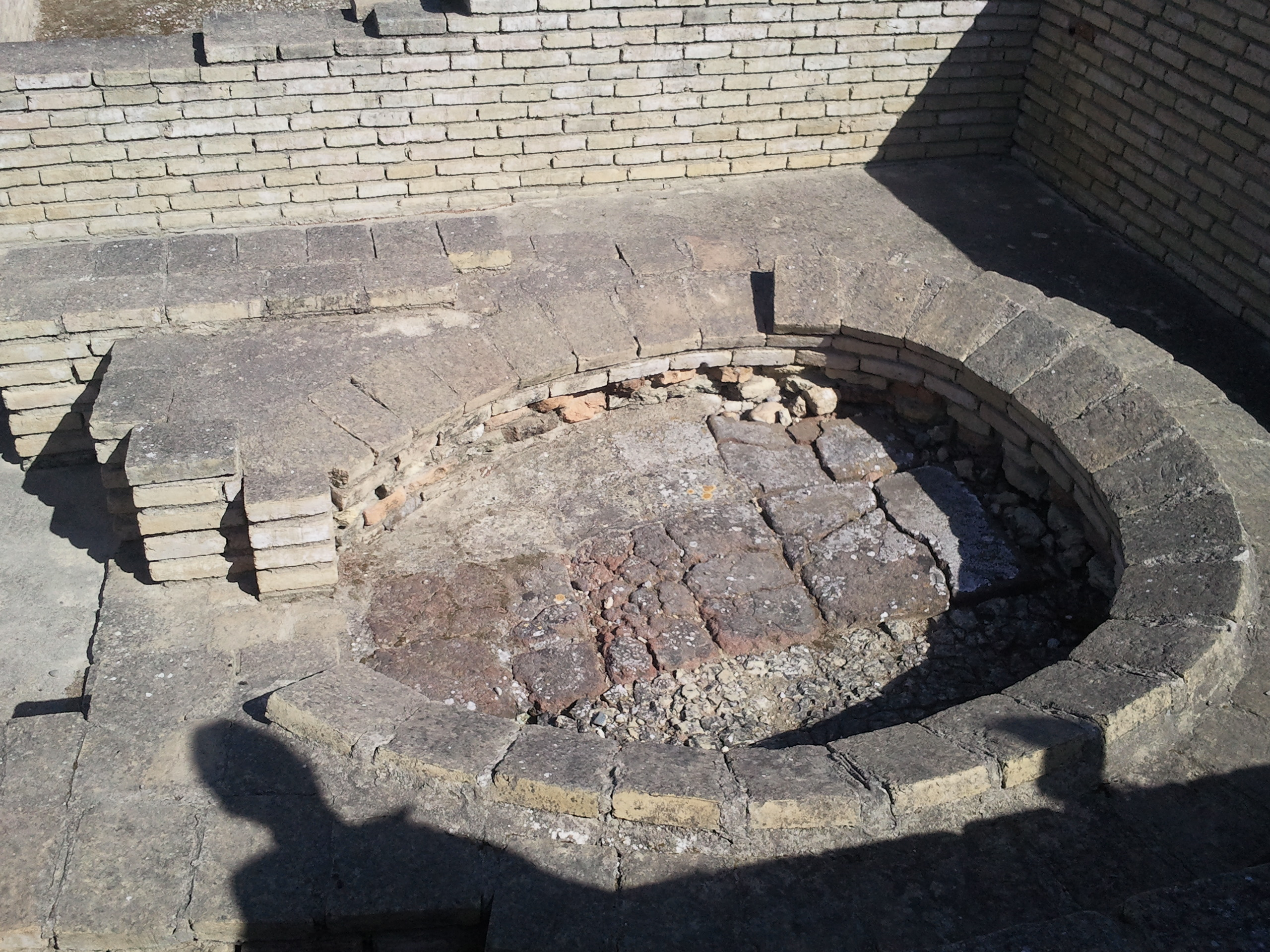
Restos de un horno de pan

En el esplendor de la Itálica de Adriano, se construyeron en la ciudad nueva casas de importantes y ricas familias locales, algunas de las cuales serían sin duda senatoriales que, además de seguir el esquema tradicional de la casa romana, con un patio interior del que luego derivarían los patios de las casas andaluzas, poseían la estética helenística predominante de la época.
Entre las casas de Itálica destacan las siguientes:
Casa de la Exedra: Las características de este edificio no nos aclaran la función concreta que tenía. Ha sido clasificado como vivienda —Domus—, ya que en parte tiene las características de estas, pero su grandiosidad —ocupa todo un módulo de 4000 m²— y la aparición de elementos indeterminados hace que también se la identifique como un edificio semipúblico, posiblemente un colegio privado en el que además, vivían sus dueños. A los lados de la entrada se distinguen siete tabernae, tiendas públicas, que flanquean la puerta. Además hay otras dos en su lateral derecho y una en el posterior. En su diseño interior podemos ver que tras el vestibulum de la entrada, la fauces da paso al patio de distribución del edificio. Este peristylum es rectangular con una fuente o piscina curvilínea y alargada situada en su eje central. Para la sujeción pórtico perimetral no hay columnas como es tradicional y si grandes pilares de planta cruciforme. Muy probablemente son para soportar un peso mayor de lo habitual en una vivienda privada, por lo que se supone que podría sustentar uno o varios pisos superiores. Estos pilares no estarían adintelados, sino que se unirían mediante arcos formando una arcada en cada uno de los pisos. A sus lados se distribuyen numerosas habitaciones -cubiculum- que conforman el conjunto de la domus en sí. Una de ellas tiene salida al exterior por la fachada derecha. Al fondo del peristilium se accede por unas escaleras a la zona de las termas distribuidas por patio interior. Dos de las salas de baño están cubiertas por bóvedas de un cuarto de esfera. En uno de sus lados, el izquierdo según se entra, hay una gran palestra rectangular y alargada -casi todo el largo del edificio- que termina en una gran exedra cubierta con bóveda de un cuarto de esfera. Esta zona está comunicada con el exterior con un pasillo perpendicular a dirección de la entrada que da al lateral derecho. Por lo tanto podemos determinar cuatro grandes zonas dentro de este edificio: las tabernae, las termas, la domus y la exedra con su palestra.
Mosaico de opus sectile: Mosaico geométrico de forma rectangular organizado en quince cuadros enmarcados con mármol gris y con motivo central, que representa, bien figuras circulares, bien una combinación de formas de la que resulta un motivo estrellado. Puede tratarse de figuraciones esquemáticas de modelos astrales.
Casa de Neptuno: Encuadramos este edificio en la categoría de los semipúblicos ya que, a pesar de no haber sido excavado en su totalidad, lo observado hasta el momento hace pensar en una construcción única que ocupa toda la manzana de unos 6000 metros cuadrados. Lo poco que se ha documentado del edificio apenas dice nada de su distribución espacial, si exceptuamos los datos del sector occidental, dedicado a una zona de termas de bella factura. Han sido excavadas en esta área un Tepidarium y un Caldarium, que conservan los pilares de ladrillo del Hypocaustum, y un sector del área fría, o Frigidarium, decorado con el mosaico que da nombre al inmueble y que se cuenta entre los principales de la ciudad. 
La presencia del área termal, unas salas documentadas hacia el centro del edificio con elaborados mosaicos y, ya en el flanco norte, una cisterna de considerables proporciones, refuerzan la hipótesis de que este gran edificio desempeñó funciones análogas a la de la Exedra, ubicado en la manzana contigua.
El mosaico principal de la casa representa al dios Neptuno y su cortejo de criaturas marinas. En blanco y negro salvo la figura del dios, polícroma, representa a este con tridente conduciendo un carro tirado por dos hipocampos; a su alrededor, centauros, carnero, toro y otros animales terrestres han sido transformados en habitantes del mar al sustituir sus cuartos traseros por colas de pez, conviven en las profundidades acuáticas con delfines, peces, moluscos y crustáceos. Se piensa que se corresponde con el frigidarium del área termal. Otro mosaico representa una ciudad murada con torres, posiblemente la capital del reino de Minos, puesto que en el interior se dispone un laberinto que, distribuido en cuatro cuadrantes, ciñe un emblema central donde en su día estuvo representado el héroe ateniense Teseo, vencedor del Minotauro.
Un último mosaico está compuesto por una serie de cuadros con elementos vinculados al dios Baco, el Dioniso griego: ménades danzantes, sátiros, centauros, tigres que luchan contra el mal. Este dios y el héroe Teseo representando en el otro mosaico tienen una historia en común, ya que un concluye lo que el otro ha iniciado.
Casa del Patio Rodio: En este edificio orientado al Este que no ha sido excavado en su totalidad, la organización del espacio se logra gracias a varios espacios abiertos consecutivos en torno a los cuales se disponen las diferentes estancias. El principal en esta casa es un patio del tipo rodio, es decir, con una de las cuatro galerías más alta que el resto y el tránsito entre niveles solucionado mediante el empleo de unos peldaños. Como es común en este sector de Itálica, los principales pavimentos eran mosaicos de cuidada factura. Por desgracia, la larga exposición a los elementos y a la acción del hombre, ha determinado su pérdida o el deterioro de su estado de conservación. Más allá del área definida por los mosaicos, puede observarse una serie de piletas asociadas a una pequeña piscina, lo que puede pensar que estemos ante los restos de una lavandería. Otra lujosa casa de Itálica que está excavada solo en parte, lo que deja incógnitas de su distribución. En concreto la entrada a la vivienda esta en discusión, por el lado oriental a través de un gran vestíbulo o más improbablemente por la fachada meridional. El peristilium principal estaba presidido por una fuente cuadrada y tenía uno de sus pasillos a una altura superior a los restantes -patio rodio-. Se comunicaba con un triclinium, en la altura inferior, que está solado con el mosaico que representa alegorías de las cuatro estaciones y al frente, con otro triclinium más grande, el principal, con un mosaico de tigres y flanqueado por dos patios. Desde estos patios se accede a otras dependencias, también soladas con mosaicos.

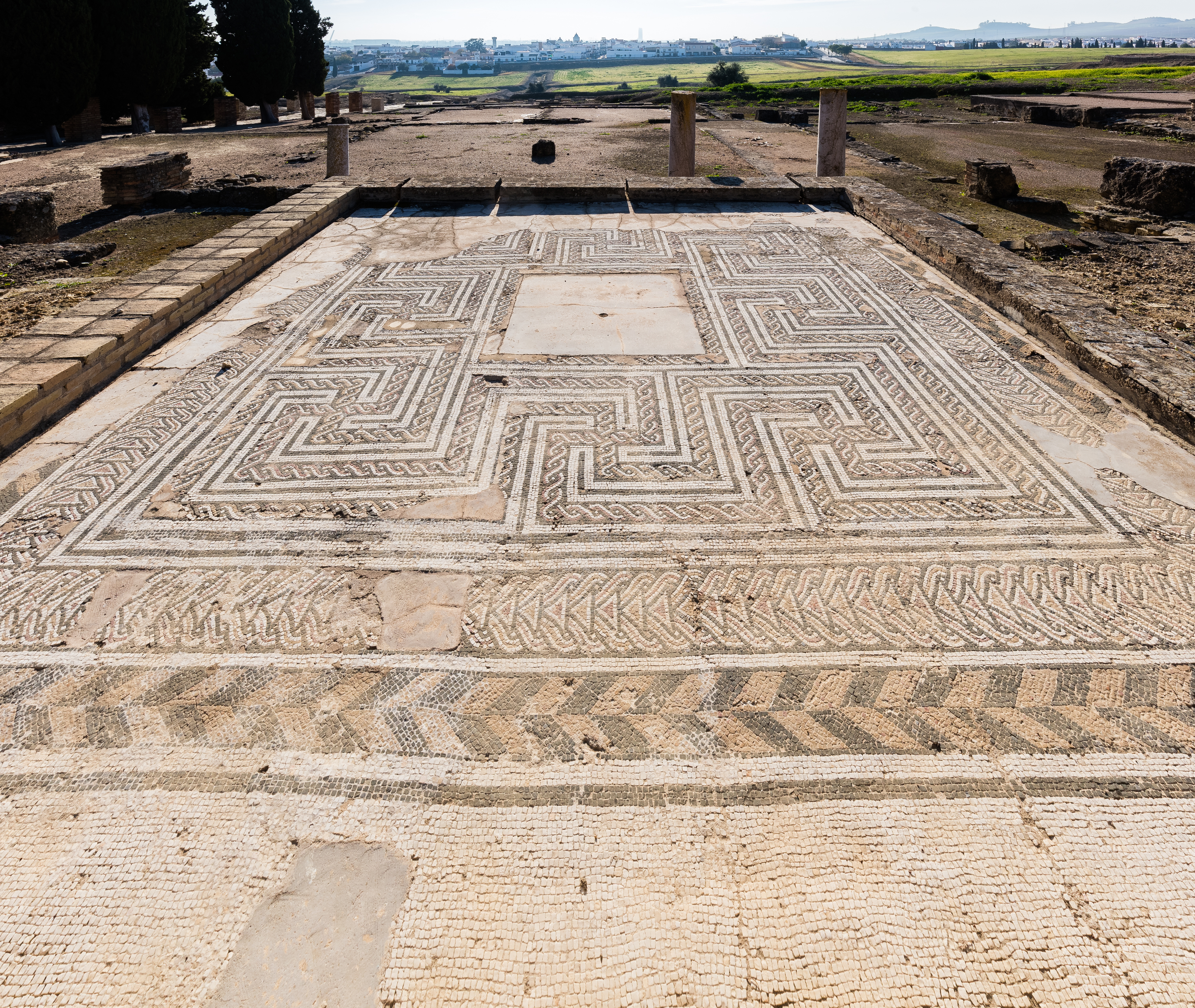
Mosaico de la Casa de Hylas

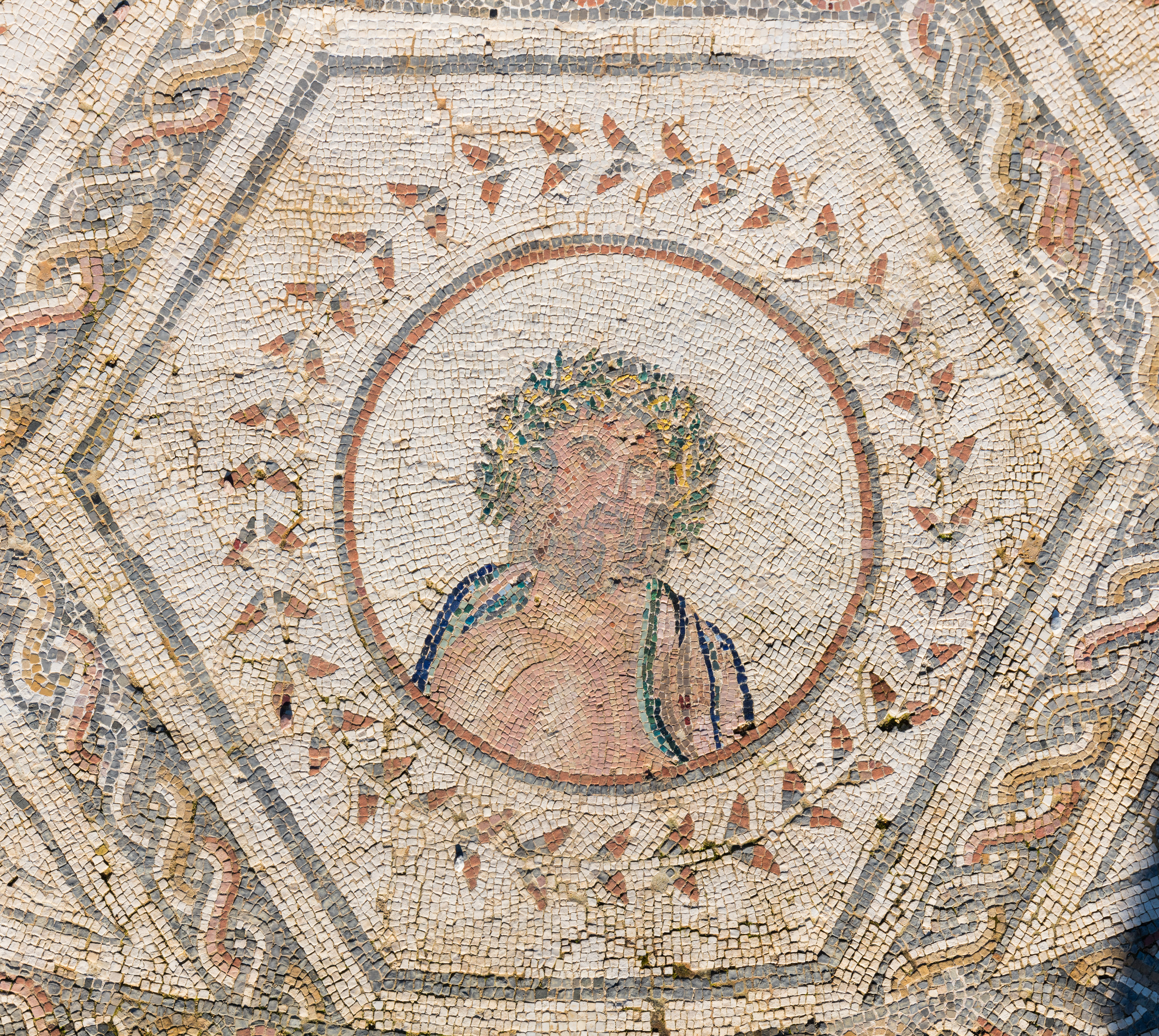
Detalle del mosaico del Planetario

Casa de Hylas: Otra lujosa casa de Itálica que está excavada solo en parte, lo que deja incógnitas de su distribución. En concreto la entrada a la vivienda esta en discusión, por el lado oriental a través de un gran vestíbulo o más improbablemente por la fachada meridional. El peristilium principal estaba presidido por una fuente cuadrada y tenía uno de sus pasillos a una altura superior a los restantes -patio rodio-. Se comunicaba con un triclinium, en la altura inferior, que está solado con el mosaico que representa alegorías de las cuatro estaciones y al frente, con otro triclinium más grande, el principal, con un mosaico de tigres y flanqueado por dos patios. Desde estos patios se accede a otras dependencias, también soladas con mosaicos. El patio situado más al norte, comunica mediante una escalera con una antesala, que a su vez sirve de paso a la habitación con el mosaico de Hilas, que da nombre a la casa. En él, se representa el rapto de Hilas por las Ninfas, presidido por Hércules. Actualmente este motivo central se encuentra en el Museo Arqueológico Provincial de Sevilla, quedando únicamente las decoraciones geométricas circundantes. 

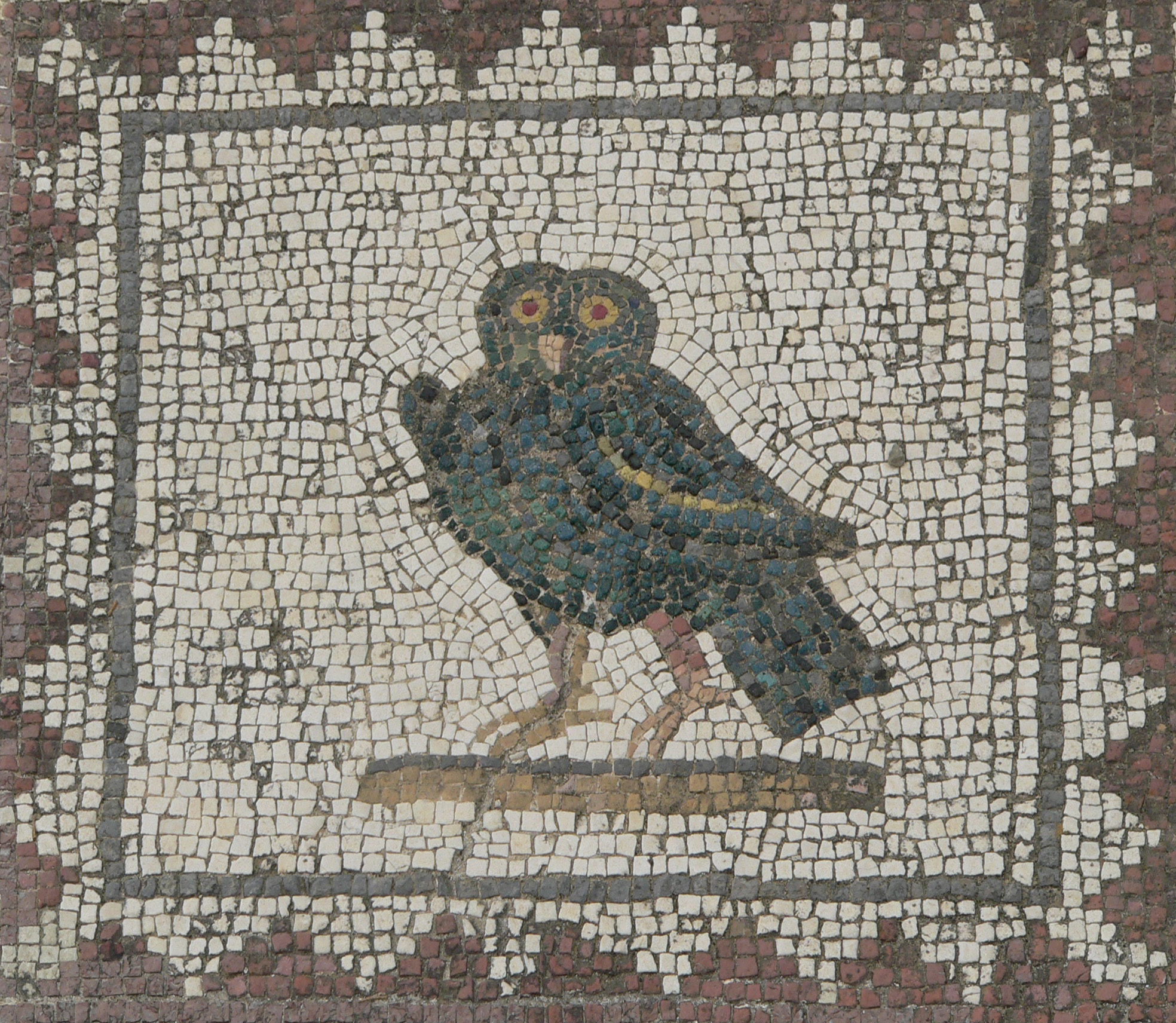
Mosaico de la Casa de los Pájaros (detalle)

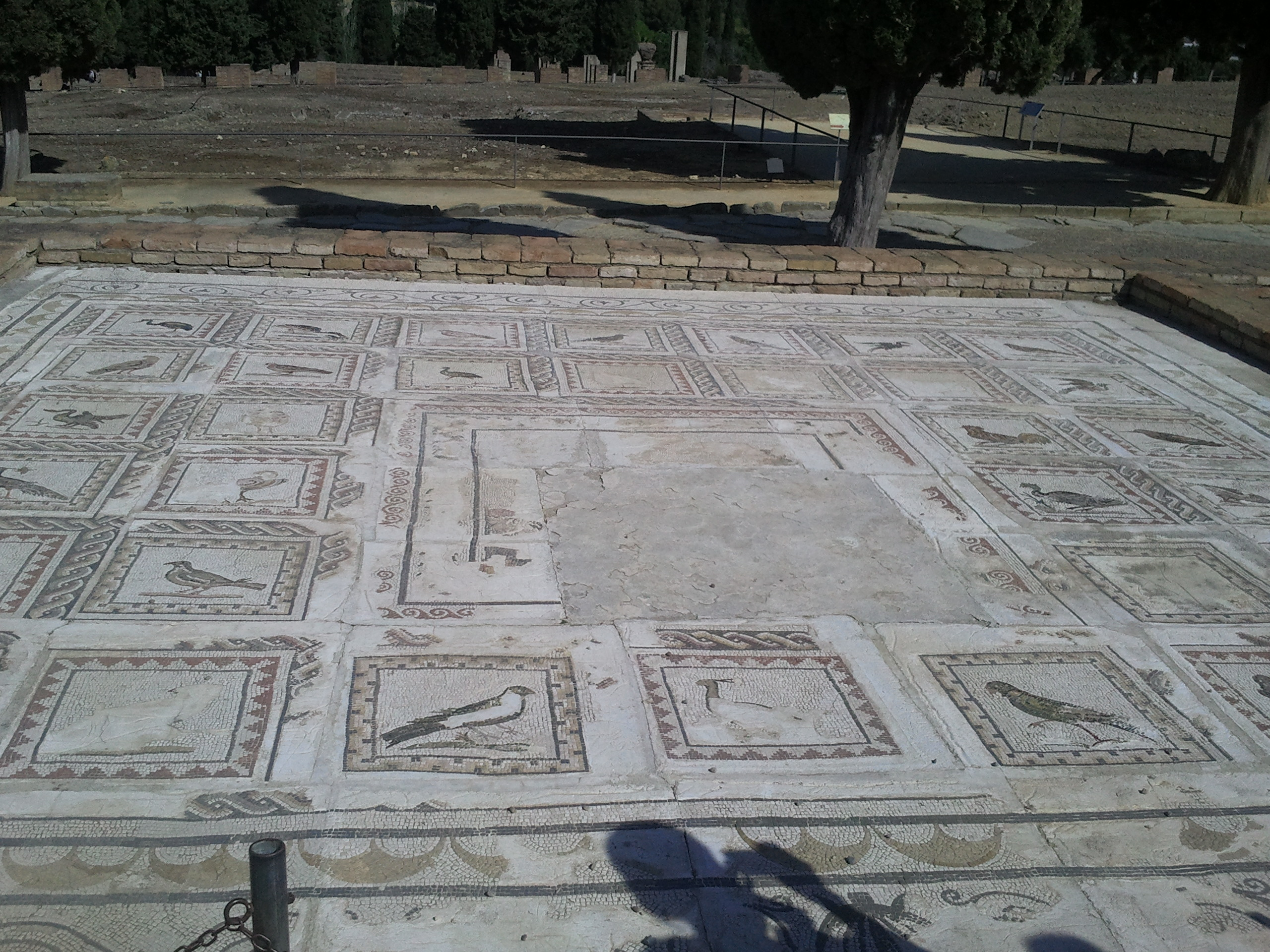
Mosaico de la Casa de los Pájaros

Casa de los Pájaros: Su organización es la típica de la domus romana: Un peristilo porticado al que rodean las demás estancias. Es una residencia señorial, posiblemente de una familia aristocrática de la ciudad. Es de comentar que este tipo de casas solo representa a una minoría de la población, habitualmente las viviendas del pueblo eran infinitamente peores, por no hablar de los guetos de esclavos. Dispone de un buen número de mosaicos de gran calidad, uno de ellos da nombre a la casa. Fue la primera vivienda totalmente excavada del conjunto de Itálica. Actualmente está restaurada y acondicionada con unos muretes de unos 60 cm de altura que delimitan las distintas estancias. Desde la puerta se accede a un vestíbulo -vestibulum- que comunica inmediatamente con la fauces de acceso al peristilium o patio porticado con pozo, centro de distribución de la casa. Consta de un pasillo cubierto, de planta rectangular que rodea al patio y al que abren las puertas de las estancias. Para la sujeción de la cubierta se utilizan columnas. Al fondo se encuentra el triclinium, flanqueado por dos patios descubiertos -exedra- uno con fuente y otro con piscina. También en esta zona se localizan las otras estancias principales, todas ellas pavimentadas con excelentes mosaicos.
En las alas de la casa se encuentran las habitaciones del servicio, las cocinas y desagües. En la izquierda de la casa se encuentra el cubiculum pavimentado con un mosaico con pájaros que da nombre a la domus. Por último en la fachada principal se abren algunas estancias al exterior, una de ellas con horno, que eran tiendas -tabernae- asociadas a la vivienda.

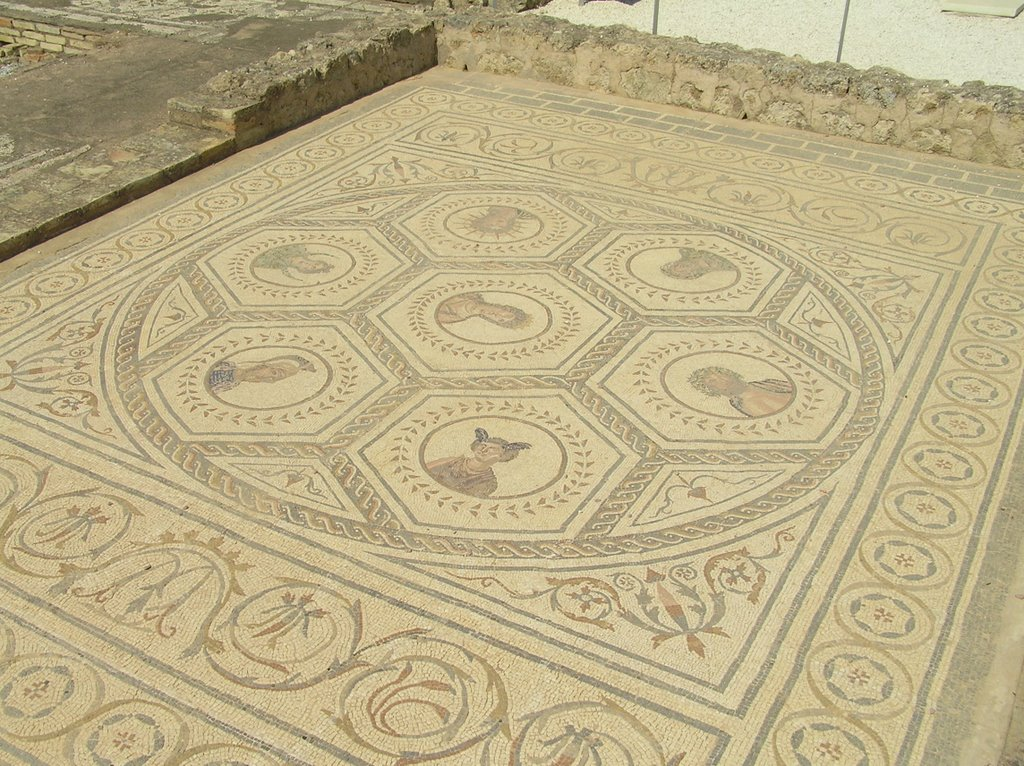
Mosaico del planetario

Casa del Planetario: Su construcción se inicia en tiempos de Adriano (117-138) y experimenta diversas reformas en época tardorromana, destacando entre ellas la segregación del solar en varias unidades de habitación. Edificio residencial de casi 1600 metros cuadrados de superficie, excluyendo las tabernae que ocupan la mitad occidental de una manzana situada entre el Anfiteatro y el templo dedicado a Trajano. 
El mosaico que da nombre a esta casa consta de un círculo dentro del cual se distribuyen siete medallones con bustos. Representan las divinidades planetarias que, en el calendario romano, dan nombre a cada uno de los días de la semana. En el centro está Venus (viernes), rodeada de la Luna (lunes), Marte (martes), Mercurio (miércoles), Júpiter (jueves), Saturno (sábado) y el Sol (domingo).
Es una de las mansiones destinadas exclusivamente a los notables de Itálica. Estas residencias destacan por su ubicación privilegiada, la calidad de la construcción y el lujo de sus acabados, así como por la extensión de la superficie habitable.Ocupa la mitad occidental de una manzana situada entre el anfiteatro y el templo dedicado a Trajano. Tras el ingreso a través del ostium o entrada, se llega al vestíbulo y al tablinum, sala de recepción y tránsito abierta al peristilo. 
En torno al peristilium, amplio patio porticado con columnas y jardín central, se distribuían las áreas domésticas: dormitorios -cubicula- y salones -oeci-. Las dos áreas más occidentales son las mejor conocidas, siendo entre ellas casi idénticas: un salón lateral y dos dormitorios con puertas a una sala trasera de mayor tamaño y apertura al atrio, espacio cuadrangular con una abertura en la cubierta para permitir el paso del aire, la luz y el agua de lluvia. Al fondo del peristilo se ubicaba, coincidiendo con su eje, la sala para comidas o triclinium y a ambos lados nuevas estancias y patios. El solar fue segregado en varias unidades de habitación en época tardorromana. El peristilo fue dividido en dos, de modo que su parte septentrional quedó vinculada al área doméstica, caracterizada por los mosaicos, y la superficie restante pasó a convertirse en un jardín o patio. En este nuevo patio las columnas fueron sustituidas, al sur, por potentes pilares, sobre los que se elevó una segunda planta. Las estancias construidas al fondo del peristilo en el siglo II sufrieron la superposición de diversas estructuras relacionadas con un área de servicio de la etapa tardía.